# Zhoubei (socken i Kina)
Zhoubei (kinesiska: 洲陂, 洲陂乡) är en socken i Kina. Den ligger i provinsen Hunan, i den södra delen av landet, omkring 170 kilometer söder om provinshuvudstaden Changsha. Antalet invånare är 16207. Befolkningen består av 7 699 kvinnor och 8 508 män. Barn under 15 år utgör 24,0 %, vuxna 15-64 år 66 %, och äldre över 65 år 9,0 %.
Genomsnittlig årsnederbörd är 1 778 millimeter. Den regnigaste månaden är maj, med i genomsnitt 282 mm nederbörd, och den torraste är oktober, med 22 mm nederbörd.